# 24-Stunden-Rennen von Spa-Francorchamps 1969

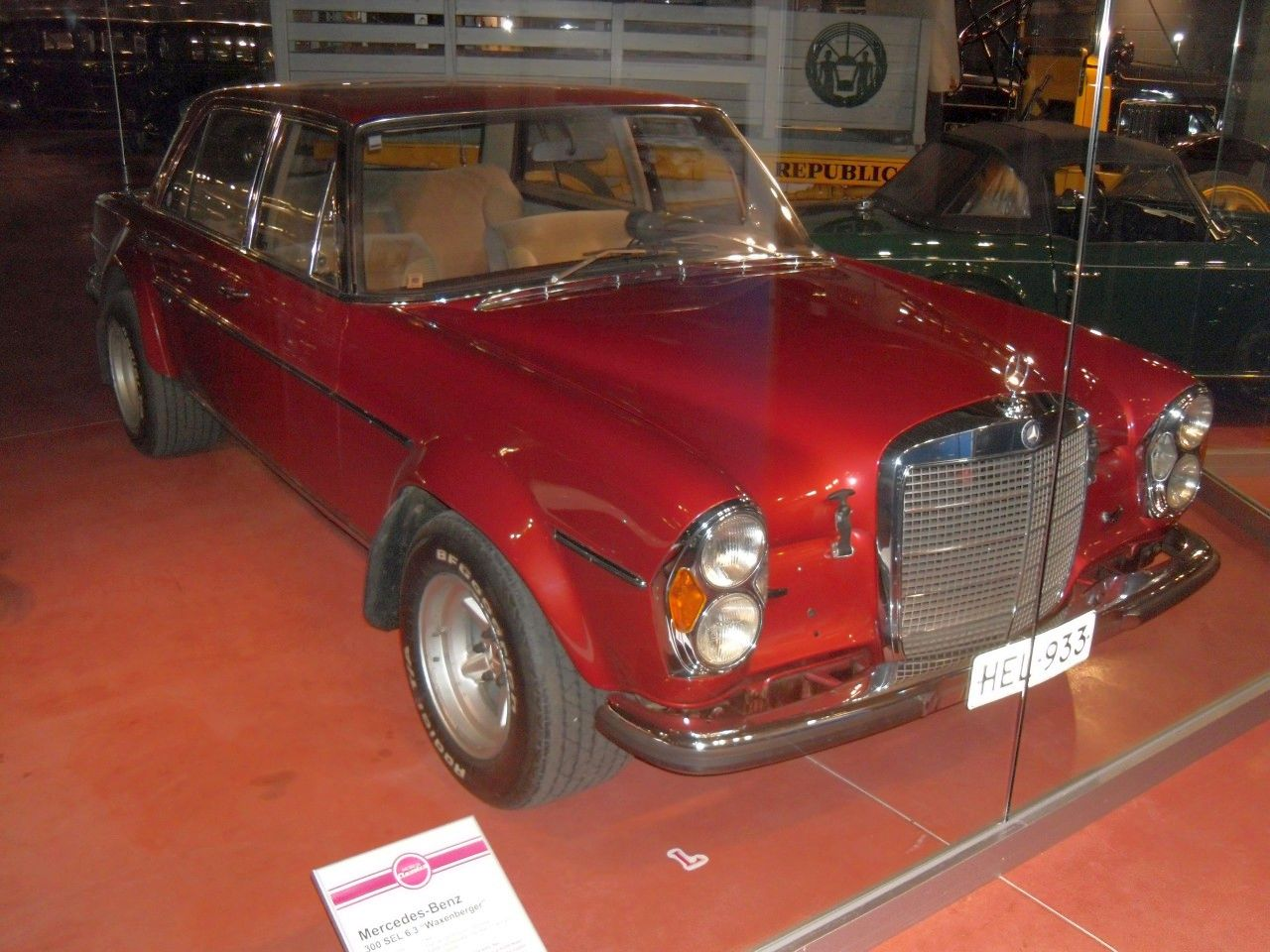
Der Mercedes-Benz 300 SEL 6.3 von Erich Waxenberger und Kurt Ahrens junior

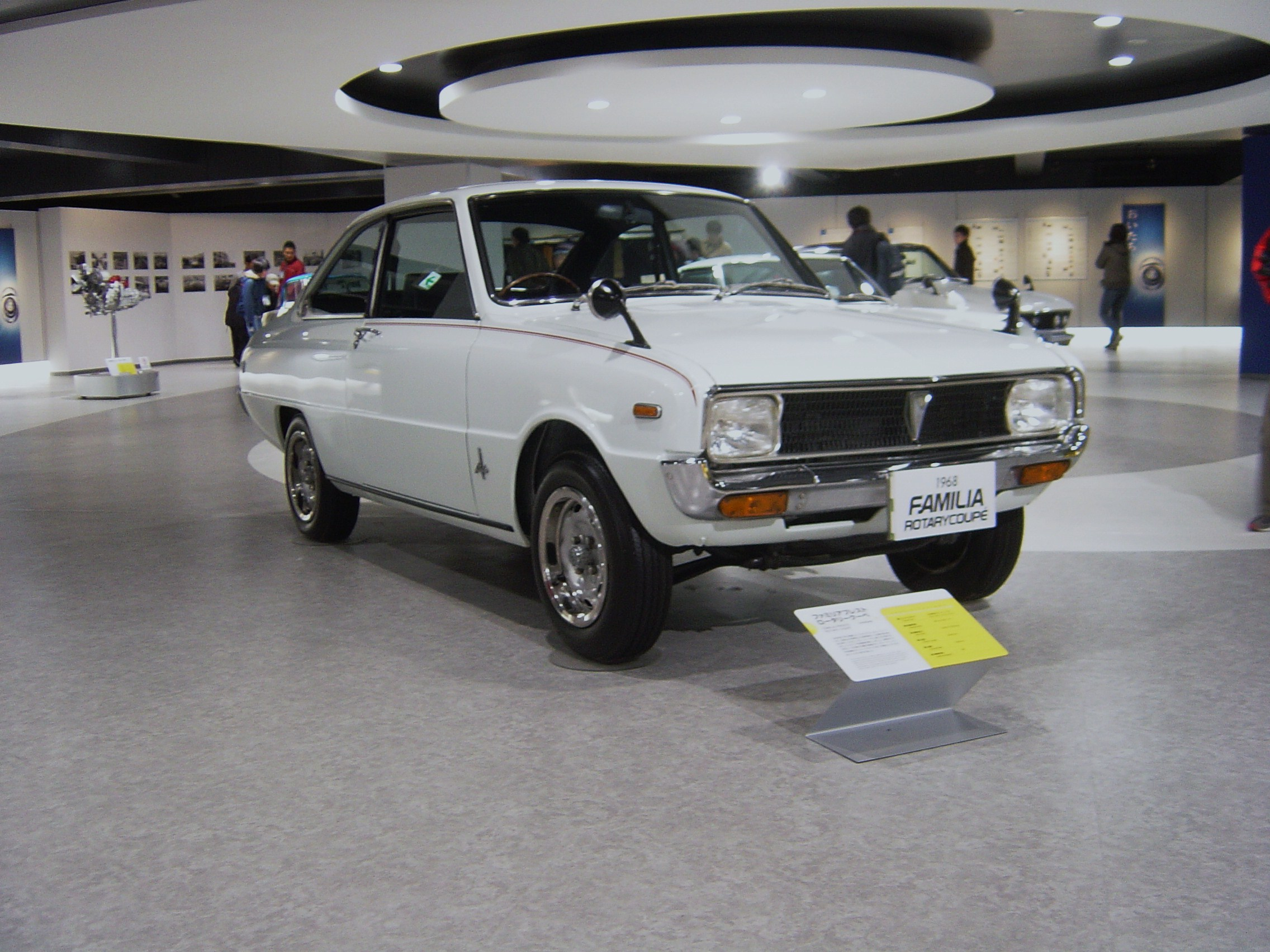
Mazda Familia R100 M10A Coupé

Das 21. 24-Stunden-Rennen von Spa-Francorchamps, auch 24 heures de Francorchamps, fand vom 26. bis 27. Juli 1969 auf dem Circuit de Spa-Francorchamps statt und war der achte Wertungslauf der Tourenwagen-Europameisterschaft dieses Jahres.

## Vor dem Rennen
In den späten 1960er-Jahren intensivierten sich die Bemühungen um mehr Sicherheit im Motorsport. Der britische Rennfahrer Jackie Stewart war 1969 Sprecher der Grand Prix Drivers’ Association und organisierte einen Fahrerboykott, der zur Absage des Großen Preises von Belgien führte, da die Organisatoren nicht auf Änderungswünsche bezüglich der Streckensicherheit in Spa eingingen. Es war der erste Fahrerboykott in der Geschichte der Formel 1. Die Funktionäre des belgischen Automobilverbands hatten nicht mit der kompromisslosen Haltung der Piloten gerechnet und standen plötzlich ohne nationalen Grand Prix und die daraus resultierenden Einnahmen da. Um weitere Absagen zu verhindern, begannen innerhalb kurzer Zeit Sicherheitsanpassungen am Circuit de Spa-Francorchamps, die wenige Tage vor dem 24-Stunden-Rennen ihren Abschluss fanden.
An den gefährlichsten Stellen der Strecke ließen die Streckenverantwortlichen Schutzplanken anbringen, sodass zum ersten Mal Sicherheitsbarrieren die Strecke von Bauwerken trennten. Am auffälligsten waren die Schutzmaßnahmen in der Boxengasse, wo eine doppelte Schutzplanke zwischen Gasse und Rennstrecke errichtet wurde. Außerdem trennte eine gelbe Linie, die die Fahrer nicht überfahren durften, die Fahrbahn der Boxengasse von den Arbeitsbereichen der Teams. Durch den Umbau verengte sich die Strecke auf der Start-Ziel-Geraden und beendete den bisherigen Le-Mans-Start. Es folgte ein stehender Start mit einer 3-2-3-Startaufstellung.

## Das Rennen
Die Nachricht, dass Daimler-Benz mit einem Werksteam in den internationalen Motorsport zurückkehren werde, war 1968 das Medienereignis in der Fachpresse. Nach dem von Pierre Levegh im Mercedes-Benz 300 SLR mitausgelösten Unfall beim 24-Stunden-Rennen von Le Mans 1955 beendete Mercedes-Benz die Motorsportaktivitäten mit dem Ablauf der Saison. Die Rückkehr ging auf eine Initiative des Mercedes-Ingenieurs und Rennfahrers Erich Waxenberger zurück. Waxenberger hatte die Idee, den 6,3-Liter-V8-Motor aus dem Mercedes-Benz 600 in den Mercedes-Benz 300 SEL zu übernehmen, wodurch der Mercedes-Benz 300 SEL 6.3 entstand. Drei dieser 1780 kg schweren Limousinen wurden zu Rennfahrzeugen der Gruppe 5 umgebaut. Nach ausgiebigen Testfahrten in Hockenheim und auf dem Nürburgring und einem Rennsieg bei einem 6-Stunden-Rennen in Macau kam das Werksteam mit drei Fahrzeugen nach Spa. Zwei Wagen hatten jeweils einen auf 6834 cm³ aufgebohrten Motor mit Trockensumpfschmierung und 350–360 PS, während der 300 SEL den 6,3-Liter-Motor mit 310 PS hatte. Die 300 SEL waren prominent besetzt. Den Wagen mit der Nummer 4 fuhren Jacky Ickx (1969 bereits arrivierter Formel-1-Pilot und dort für Brabham aktiv) und der Porsche-Werksfahrer Hans Herrmann. Ickx und Herrmann hatten sich zwei Wochen vor Spa, beim 24-Stunden-Rennen von Le Mans ein legendäres Duell um den Gesamtsieg geliefert. Die Fahrer der Nummer 5 waren der finnische Rallyefahrer Rauno Aaltonen und Dieter Glemser. Partner von Waxenberger in der Nummer 6 war mit Kurt Ahrens junior ein weiterer Porsche-Werksfahrer. Zu einem Rennstart der drei Mercedes-Benz kam es nicht. Auf dem schnellen Circuit war die Mischung aus hohem Fahrzeuggewicht, Motorleistung und hoher Endgeschwindigkeit verhängnisvoll. Die Reifen hielten der Belastung nicht stand und waren im Training nach nur drei Runden immer verbraucht. Daraufhin zog die Teamleitung die Fahrzeuge zurück.
Nach dem Rückzug der Mercedes richtete sich der Schwerpunkt der Berichterstattung auf die Mazda Familia R100 M10A Coupé mit Wankelmotor. Die Mazda Motor Corporation, 1920 von Jūjirō Matsuda als Tōyō Cork Kōgyō K.K. (japanisch 東洋コルク工業株式会社 Tōyō Koruku Kōgyō Kabushiki-gaisha) in  Fuchū gegründet, begann 1967 ihre Verkaufsaktivitäten in Europa. Erst nur in Norwegen vertreten, eröffnete Mazda 1968 in Willebroek nahe Mechelen ein Logistikzentrum. In der Folge gab es erste Fahrzeughändler in Brüssel und der Renneinsatz in Spa diente der Verkaufsförderung. Bester Mazda im Rennen war der Wagen mit der Nummer 29, gefahren von Yves Deprez und dem früheren Motorradrennfahrer Yoshimi Katayama. Fatal endete das Rennen für Léon Dernier im Mazda mit der Nummer 30. Der bereits 57-jährige Belgier kam im Streckenabschnitt Masta an einer ungesicherten Stelle von Strecke ab und prallte gegen einen Telefonmast. Er starb an der Unfallstelle.
Trainingsschnellster war Chris Tuerlinx im Chevrolet Camaro, der im Rennen mit einem defekten Starter ausfiel. Die ersten beiden Rennstunden führte Hubert Hahne im Werks-BMW 2002 TIK, danach dominierten die Porsche 911. Um sechs Uhr morgens stoppte der führende Porsche 911 von Jean-Pierre Gaban und Gérard Larrousse mangels Öldruck, worauf die Typenkollegen Guy Chasseuil und Claude Ballot-Léna mit einer Runde Vorsprung auf den Porsche von Claude Haldi und Bernard Chenevière gewannen.

## Ergebnisse

### Schlussklassement
| 1               | Gr. 5 2.5   | 39 | Écurie Sonauto           | Guy Chasseuil Claude Ballot-Léna           | Porsche 911                   | 303 |
| 2               | Gr. 5 2.5   | 49 | Claude Haldi             | Claude Haldi Bernard Chenevière            | Porsche 911                   | 302 |
| 3               | Gr. 5 2.5   | 19 | Edouard Duvigneaud       | Edouard Duvigneaud Etienne Stalpaert       | Porsche 911                   | 292 |
| 4               | Gr. 2 2.5   | 21 | Jean-Pierre Gaban        | René Moerenhout Willy Braillard            | Porsche 911                   | 289 |
| 5               | Gr. 5 2.5   | 29 | Mazda Racing Team        | Yves Deprez Yoshimi Katayama               | Mazda Familia R100 M10A Coupé | 287 |
| 6               | Gr. 5 2.5   | 28 | Mazda Racing Team        | Masami Katakura Toshinori Takechi          | Mazda Familia R100 M10A Coupé | 282 |
| 7               | Gr. 2 2.5   | 27 | Edgar Herrmann           | Edgar Herrmann Hans Schuller               | Porsche 911                   | 281 |
| 8               | Gr. 5 1.3   | 86 | Autodelta S.p.A.         | Maurice Damseaux Jacques Berger            | Alfa Romeo 1300 GTA Junior    | 276 |
| 9               | Gr. 5 + 2.5 | 70 | BMW-Alpina               | Helmut Kelleners Nicolas Koob              | BMW 2800 CS                   | 275 |
| 10              | Gr. 2 2.5   | 25 | Guy Brunninghausen       | Guy Brunninghausen Maurice Lenaif          | BMW 2002 TI                   | 269 |
| 11              | Gr. 5 2.5   | 33 | Ford-Chevron Racing Team | Yvette Fontaine John Fitzpatrick           | Ford Escort TC                | 263 |
| 12              | Gr. 2 1.6   | 63 | Ken Coffey               | Ken Coffey Nigel Moores                    | Ford Escort TC                | 260 |
| 13              | Gr. 1 2.5   | 31 | Alfa Romeo Benelux       | Bob Wollek Liane Engeman                   | Alfa Romeo 1750 Berlina       | 259 |
| 14              | Gr. 1 2.5   | 12 | Opel Racing Team         | Dieter Lambart Polizzi                     | Opel Commodore GS             | 258 |
| 15              | Gr. 1 2.5   | 16 | Opel Racing Team         | Carl Smet Johan Steegen                    | Opel Commodore GS             | 258 |
| 16              | Gr. 1 2.5   | 14 | Opel Racing Team         | Charles van Stalle John Goossens           | Opel Commodore GS             | 258 |
| 17              | Gr. 1 2.5   | 10 | Opel Racing Team         | Dany Wauters Philippe Toussaint            | Opel Commodore GS             | 254 |
| 18              | Gr. 5 1.6   | 62 | Frami Racing Holland     | Jean-Pierre Ortmans Frans Lubin            | Ford Escort TS                | 250 |
| 19              | Gr. 5 1.0   | 96 | Julien Vernaeve          | Julien Vernaeve Clive Baker                | BMC Mini Cooper 1000S         | 250 |
| 20              | Gr. 1 1.3   | 81 | Ecurie Savoie Comp.      | Jacques Coche François Laccarrau           | Renault R8 Gordini            | 247 |
| 21              | Gr. 1 1.6   | 64 | Alfa Romeo Benelux       | Bernard Goffinet Claude Collignon          | Alfa Romeo Giulia Super       | 247 |
| 22              | Gr. 1 1.6   | 66 | Alfa Romeo Benelux       | Georges Hacquin Charles van Rijn           | Alfa Romeo Giulia Super       | 247 |
| 23              | Gr. 1 1.6   | 65 | Alfa Romeo Benelux       | Didier Roose Luc Goris                     | Alfa Romeo Giulia Super       | 247 |
| 24              | Gr. 1 1.6   | 67 | Alfa Romeo Benelux       | William Scheeren E. Brel                   | Alfa Romeo Giulia Super       | 241 |
| 25              | Gr. 1 1.6   | 60 | J. C. Lapeyre            | C. Deshayes Ereybal                        | Ford Lotus Cortina            | 239 |
| 26              | Gr. 5 1.3   | 84 | Scuderia Tornacum        | Bernard Carlier Charles Mombaerts          | Renault R8 Gordini            | 234 |
| 27              | Gr. 2 1.3   | 82 | Jean-Marie Nourry        | Jean-Marie Nourry Jean-Pierre Laffeach     | Renault R8 Gordini            | 218 |
| 28              | Gr. 5 1.0   | 97 | Stemper-Meznarie         | Jean-Claude Sola Emeric                    | NSU 1000 TTS                  | 195 |
| Ausgefallen     |             |    |                          |                                            |                               |     |
| 29              | Gr. 2 2.5   | 43 | Kremer Racing            | Erwin Kremer Helmut Gall                   | Porsche 911                   |     |
| 30              | Gr. 5 1.0   | 78 | BLMC                     | John Handley Roger Enever                  | Morris Mini Cooper S 1275     |     |
| 31              | Gr. 5 1.0   | 95 | Robin Searle             | Robin Searle Terry Nichols                 | Morris Mini Cooper S 970      |     |
| 32              | Gr. 5 2.5   | 32 | Alfa Romeo Benelux       | Pascal Demol Patrick Petre                 | Alfa Romeo 1750 Berlina       |     |
| 33              | Gr. 5 1.3   | 85 | Autodelta S.p.A.         | Claude Bourgoignie Jean-Marie Lagae        | Alfa Romeo 1300 GTA Junior    |     |
| 34              | Gr. 5 1.3   | 88 | Autodelta S.p.A.         | Enrico Pinto Teodoro Zeccoli               | Alfa Romeo 1300 GTA Junior    |     |
| 35              | Gr. 5 1.0   | 98 | Jean-Pol Bardet          | Jean-Pol Bardet Jean-Jacques Vloebergs     | BMC Mini Cooper 1000S         |     |
| 36              | Gr. 5 2.5   | 23 | Jean-Pierre Gaban        | Jean-Pierre Gaban Gérard Larrousse         | Porsche 911                   |     |
| 37              | Gr. 5 2.5   | 46 | Ecurie Les Lions         | Alexander Nolte Werner Christmann          | Porsche 911                   |     |
| 38              | Gr. 5 2.5   | 18 | Ecurie Nat. Espagnole    | Jorge de Bagration Giorgio Pianta          | Porsche 911                   |     |
| 39              | Gr. 5 1.0   | 94 | NSU Belgium Team         | G. Delairiére Willy Segers                 | NSU 1000 TTS                  |     |
| 40              | Gr. 5 2.5   | 11 | Opel Racing Team         | Joost Byttebier Noël van Assche            | Opel Commodore GS             |     |
| 41              | Gr. 5 2.5   | 22 | Jean-Pierre Gaban        | Emmanuel Hibon Pierre Campion              | Porsche 911                   |     |
| 42              | Gr. 5 1.6   | 71 | BMW-Alpina               | Ferfried von Hohenzollern Hannelore Werner | BMW1600                       |     |
| 43              | Gr. 5 1.6   | 24 | Ecurie Les Lions         | Jacques Rey Willy Meier                    | Porsche 911                   |     |
| 44              | Gr. 5 2.5   | 20 | Robert Leysieffer        | Mike Kranefuss Robert Leysieffer           | Ford Capri 2300 GT            |     |
| 45              | Gr. 5 2.5   | 17 | Écurie Savoie            | Karl von Wendt Willi Kauhsen               | Porsche 911                   |     |
| 46              | Gr. 5 2.5   | 26 | Bayrische Motorenwerke   | Dieter Quester Chris Craft                 | BMW 2002 TI                   |     |
| 47              | Gr. 5 1.3   | 80 | Grafo Racing Team        | Jean-Marie Jacquemin Horst Eiteneuer       | Alfa Romeo 1300 GTA Junior    |     |
| 48              | Gr. 2 1.6   | 61 | Racing Team VDS          | Teddy Pilette Rob Slotemaker               | Alfa Romeo 1600 GTA           |     |
| 49              | Gr. 5 1.6   | 68 | Alfa Romeo Benelux       | Daniel Dezy Taf Gosselin                   | Alfa Romeo 1600 GTA           |     |
| 50              | Gr. 5 + 2.5 | 1  | Chris Tuerlinx           | Chris Tuerlinx Ivo Grauls                  | Chevrolet Camaro              |     |
| 51              | Gr. 5 2.5   | 34 | BMW-Alpina               | Günther Huber Helmut Bein                  | BMW 2002                      |     |
| 52              | Gr. 5 2.5   | 30 | Mazda                    | Léon Dernier Hughes de Fierlant            | Mazda Familia R100 M10A Coupé |     |
| 53              | Gr. 1 2.5   | 15 | Opel Racing Team         | Paul Verbeeck Francis Polak                | Opel Commodore GS             |     |
| 54              | Gr. 5 1.3   | 87 | Autodelta S.p.A.         | Carlo Facetti Spartaco Dini                | Alfa Romeo 1300 GTA Junior    |     |
| 55              | Gr. 5 2.5   | 38 | Ford France              | Jean-François Piot Michel Martin           | Ford Capri 2300 GT            |     |
| 56              | Gr. 2 1.3   | 89 | Roland Imbert            | M. Fouquet Roland Imbert                   | Alfa Romeo 1300 GTA Junior    |     |
| 57              | Gr. 1 + 2.5 | 3  | Roland Hanser            | Roland Hanser Christian Poirot             | Chevrolet Camaro              |     |
| 58              | Gr. 5 + 2.5 | 2  | Bayrische Motorenwerke   | Hubert Hahne Dieter Basche                 | BMW 2002 TIK                  |     |
| 59              | Gr. 5 1.6   | 69 | Team Lucien Bianchi      | Christine Beckers Jacques Demoulin         | Alfa Romeo 1600 GTA           |     |
| 60              | Gr. 5 2.5   | 37 | Team Lucien Bianchi      | Raymond Touroul Pierre Mauroy              | Porsche 911                   |     |
| 61              | Gr. 5 1.0   |    | BLMC                     | John Rhodes Geoff Mabbs                    | Morris Mini Cooper S 1275     |     |
| Nicht gestartet |             |    |                          |                                            |                               |     |
| 62              | Gr. 5 + 2.5 |    | Bayrische Motorwenwerke  | Dieter Quester Dieter Basche               | BMW 2002 TIK                  | 1   |
| 63              | Gr. 5 + 2.5 | 4  | Daimler-Benz AG          | Jacky Ickx Hans Herrmann                   | Mercedes-Benz 300 SEL 6.3     | 2   |
| 64              | Gr. 5 + 2.5 | 5  | Daimler-Benz AG          | Rauno Aaltonen Dieter Glemser              | Mercedes-Benz 300 SEL 6.3     | 3   |
| 65              | Gr. 5 + 2.5 | 6  | Daimler-Benz AG          | Kurt Ahrens junior Erich Waxenberger       | Mercedes-Benz 300 SEL 6.3     | 4   |
| 66              | Gr. 5 1.3   | 83 | John Aley                | Jeremy Mitchell Chris Alford               | BMC Mini Cooper S             | 5   |

1 Motorschaden im Training
2 zurückgezogen
3 zurückgezogen
4 zurückgezogen
5 Motorschaden im Training

### Nur in der Meldeliste
Hier finden sich Teams, Fahrer und Fahrzeuge, die ursprünglich für das Rennen gemeldet waren, aber aus den unterschiedlichsten Gründen daran nicht teilnahmen.
| Pos. | Klasse    | Nr. | Team          | Fahrer                                | Chassis        |
| ---- | --------- | --- | ------------- | ------------------------------------- | -------------- |
| 67   |           |     |               |                                       | Fiat 124 Coupé |
| 68   |           |     |               |                                       | Peugeot 204    |
| 69   |           |     |               |                                       | Mazda 1200     |
| 70   |           |     |               |                                       | Renault R8     |
| 71   | Gr. 5 2.5 | 35  | G. Berthier   | G. Berthier F. Riquier                | BMW 2002 TI    |
| 72   | Gr. 5 2.5 | 36  | Cyr Febbrairo | Cyr Febbrairo Poussel                 | BMW 2002 TI    |
| 73   | Gr. 5 1.6 | 70  | BMW-Alpina    | Ferfried von Hohenzollern Peter Peter | BMW 1600       |

### Klassensieger
| Klasse      | Fahrer              | Fahrer               | Fahrzeug                   | Platzierung im Gesamtklassement |
| ----------- | ------------------- | -------------------- | -------------------------- | ------------------------------- |
| Gr. 5 + 2.5 | Helmut Kelleners    | Nicolas Koob         | BMW 2800 CS                | Rang 9                          |
| Gr. 5 2.5   | Guy Chasseuil       | Claude Ballot-Léna   | Porsche 911                | Gesamtsieg                      |
| Gr. 5 1.6   | Jean-Pierre Ortmans | Frans Lubin          | Ford Escort TS             | Rang 18                         |
| Gr. 5 1.3   | Maurice Damseaux    | Jacques Berger       | Alfa Romeo 1300 GTA Junior | Rang 8                          |
| Gr. 5 1.0   | Julien Vernaeve     | Clive Baker          | BMC Mini Cooper 1000S      | Rang 19                         |
| Gr. 2 2.5   | René Moerenhout     | Willy Braillard      | Porsche 911                | Rang 4                          |
| Gr. 2 1.6   | Ken Coffey          | Nigel Moores         | Ford Escort TC             | Rang 12                         |
| Gr. 2 1.3   | Jean-Marie Nourry   | Jean-Pierre Laffeach | Renault R8 Gordini         | Rang 27                         |
| Gr. 1 2.5   | Bob Wollek          | Liane Engeman        | Alfa Romeo 1750 Berlina    | Rang 13                         |
| Gr. 1 1.6   | Bernard Goffinet    | Claude Collignon     | Alfa Romeo Giulia Super    | Rang 21                         |
| Gr. 1 1.3   | Jacques Coche       | François Laccarrau   | Renault R8 Gordini         | Rang 20                         |

### Renndaten
- Gemeldet: 73
- Gestartet: 61
- Gewertet: 28
- Rennklassen: 11
- Zuschauer: unbekannt
- Wetter am Renntag: warm und trocken
- Streckenlänge: 14,100 km
- Fahrzeit des Siegerteams: 24:00:00.000 Stunden
- Gesamtrunden des Siegerteams: 303
- Gesamtdistanz des Siegerteams: 4272,231 km
- Siegerschnitt: 178,006 km/h
- Pole Position: Chris Tuerlinx – Chevrolet Camaro (#1) – 4:09,400 = 203,528 km/h
- Schnellste Rennrunde: Chris Tuerlinx – Chevrolet Camaro (#1) – 4:11,200 = 202,070 km/h
- Rennserie: 8. Lauf zur Tourenwagen-Europameisterschaft 1969